# Centro Aquático de Deodoro
O Centro Aquático de Deodoro é uma infraestrutura desportiva no Rio de Janeiro, Brasil. Destinado à prática de natação, foi construído para os Jogos Pan-Americanos de 2007, mas a piscina e a arquibancada (com mais 2000 lugares) passaram por profundas remodelações em 2016, de modo a acolher as provas de natação pentatlo moderno nos Jogos Olímpicos de Verão de 2016. A reinauguração do espaço depois das obras (com um custo a rondar 4,4 milhões de reais) ocorreu em março de 2016 com o evento-teste para o pentatlo moderno Olímpico.